# Spilosoma aurapsa
Spilosoma aurapsa är en fjärilsart som beskrevs av Swinhoe 1905. Spilosoma aurapsa ingår i släktet Spilosoma och familjen björnspinnare. Inga underarter finns listade i Catalogue of Life.